# 9-та танкова дивізія (СРСР)
9-та танкова Бобруйсько-Берлінська Червонопрапорна ордена Суворова дивізія (9 ТД, в/ч 30613, від березня 1947:60990) — колишня танкова дивізія Радянської армії, яка існувала від 1945 до 1992 року. Створена 1 червня 1945 року на основі 9-го танкового корпусу у місті Різа, Східна Німеччина. Дивізія відносилася до боєготових першого ешелону, тому була укомплектована особовим складом і технікою майже на 100% від штатної чисельності. Від 19 червня 1957 року перейменовано на 13-ту танкову дивізію. Від 11 січня 1965 року перейменована на 9-ту важку танкову дивізію, від 11 квітня 1965 перетворена на звичайну танкову дивізію та перейменована на 9-ту танкову дивізію, розформовану в квітні 1992 року.

## Історія
Створена 1 червня 1945 року на основі 9-го танкового корпусу у місті Різа, Східна Німеччина.
Реорганізація 6 травня 1954 року:
- 8-й мотострілецький полк перейменовано на 134-й механізований полк
- 96-й артилерійський полк було створено на основі 218 мінометного полку та 000 окремого гаубичного артилерійського дивізіону
- 90-й окремий мотоциклетний батальйон перейменовано на 13-й окремий розвідувальний батальйон
- створено 000 окрему роту хімічного захисту

Реорганізація 25 червня 1957 року (наказ 12.3.57):
- 134-й механізований полк перейменовано на 226-й мотострілецький полк
- 108-й танковий полк розформовано
- 70-й гвардійський важкий танковий самохідний полк став 70-м гвардійський важкий танковий полк

Від 19 червня 1957 року перейменовано на 13-ту танкову дивізію.
Від 12 лютого 1958 року перетворена на важку танкову дивізію, та перейменована на 13-ту важку танкову дивізію:
- 23-й танковий полк перейменовано на 23-й важкий танковий полк
- 95-й танковий полк перейменовано на 95-й важкий танковий полк
- 226-й мотострілецький полк розформовано

У 1960 році розформовано 60-й окремий навчальний танковий батальйон.
Від 11 січня 1965 року перейменована на 9-ту важку танкову дивізію.
Від 11 квітня 1965 перетворена на звичайну танкову дивізію та перейменована на 9-ту танкову дивізію:
- 23-й важкий танковий полк перейеновано на 23-й танковий полк
- 95-й важкий танковий полк перейменовано на 95-й танковий полк
- 70-й гвардійський важкий танковий полк перейменовано на 70-й гвардійський танковий полк
- створено 302-й мотострілецький полк
- створено 688-й окремий ракетний дивізіон
- створено 68-й окремий ремонтно-відновлювальний батальйон

У 1968 році 109-й окремий саперний батальйон було перейменовано на 109-й окремий інженерно-саперний батальйон.
У 1972 році 000 окрему роту хімічного захисту було розгорнуто в 112-й окремий батальйон хімічного захисту.
У 1980 році 000 окремий автомобільний транспортний батальйон було перейменовано на 1071-й окремий батальйон матеріального забезпечення.
У червні 1983 року 688-й окремий ракетний дивізіон було передано до складу 432-ї ракетної бригади.
Реорганізація від липня 1989:
- 23-й танковий полк було перейменовано на 1321-й мотострілецький полк - дивізія тепер мала два танкових і два мотострілецьких полки
- 95-й танковий полк було передано до складу 20-ї гвардійської мотострілецької дивізії, та був заміщений 1-м гвардійським танковим полком (Цайтгайн)

Розформовано в квітні 1992 року.

## Структура
Протягом історії з'єднання його структура та склад неодноразово змінювались.

### 1946
- 23-й танковий полк
- 95-й танковий полк
- 108-й танковий полк
- 8-й мотострілецький полк
- 70-й гвардійський важкий танковий самохідний полк
- 218-й мінометний полк
- 216-й зенітний артилерійський полк
- 000 окремий гаубичний артилерійський дивізіон
- 286-й окремий гвардійський мінометний дивізіон
- 90-й окремий мотоциклетний батальйон
- 109-й окремий саперний батальйон
- 696-й окремий батальйон зв'язку
- 200-й окремий санітарно-медичний батальйон
- 671-й окремий автомобільний транспортний батальйон
- 60-й окремий навчальний танковий батальйон

### 1960
- 23-й важкий танковий полк (Ошац, Східна Німеччина)
- 70-й гвардійський важкий танковий полк (Різа, Східна Німеччина)
- 95-й важкий танковий полк (Meissen, Східна Німеччина)
- 216-й зенітний артилерійський полк (Meissen, Східна Німеччина)
- 00 окремий мотострілецький батальйон (Ошац, Східна Німеччина)
- 000 окремий артилерійський дивізіон (Різа, Східна Німеччина)
- 000 окрема розвідувальни рота (Meissen, Східна Німеччина)
- 000 окрема саперна рота (Різа, Східна Німеччина)
- 000 окрема рота зв'язку (Різа, Східна Німеччина)

### 1970
- 23-й танковий полк (Ютербоґ, Східна Німеччина)
- 95-й танковий полк (Глаухау, Східна Німеччина)
- 70-й гвардійський танковий полк (Цайтгайн, Східна Німеччина)
- 302-й мотострілецький полк (Різа, Східна Німеччина)
- 96-й артилерійський полк (Борна, Східна Німеччина)
- 216-й зенітний артилерійський полк (Цайтгайн, Східна Німеччина)
- 13-й окремий розвідувальний батальйон (Цайтгайн, Східна Німеччина)
- 688-й окремий ракетний дивізіон (Цайтгайн, Східна Німеччина)
- 109-й окремий інженерно саперний батальйон (Ошац, Східна Німеччина)
- 696-й окремий батальйон зв'язку (Різа, Східна Німеччина)
- 68-й окремий ремонтно-відновлювальний батальйон (Цайтгайн, Східна Німеччина)
- 000 окрема рота хімічного захисту (Різа, Східна Німеччина)
- 200-й окремий санітарно-медчний батальйон (Різа, Східна Німеччина)
- 671-й окремий автомобільний транспортний батальйон (Ошац, Східна Німеччина)

### 1980
- 23-й танковий полк (Ютербоґ, Східна Німеччина)
- 95-й танковий полк (Глаухау, Східна Німеччина)
- 70-й гвардійський танковий полк (Цайтгайн, Східна Німеччина)
- 302-й мотострілецький полк (Різа, Східна Німеччина)
- 96-й артилерійський полк (Борна, Східна Німеччина)
- 216-й зенітний ракетний полк (Цайтгайн, Східна Німеччина)
- 13-й окремий розвідувальний батальйон (Цайтгайн, Східна Німеччина)
- 688-й окремий ракетний дивізіон (Цайтгайн, Східна Німеччина)
- 109-й окремий інженерно-саперний батальйон (Ошац, Східна Німеччина)
- 696-й окремий батальйон зв'язку (Різа, Східна Німеччина)
- 68-й окремий ремонтно-відновлювальний батальйон (Цайтгайн, Східна Німеччина)
- 112-й окремий батальйон хімічного захисту (Різа, Східна Німеччина)
- 200-й окремий медичний батальйон (Різа, Східна Німеччина)
- 1071-й окремий батальйон матеріального забезпечення (Ошац, Східна Німеччина)

### 1988
- 23-й танковий полк (Ютербоґ, Східна Німеччина)
- 95-й танковий полк (Глаухау, Східна Німеччина)
- 70-й гвардійський танковий полк (Цайтгайн, Східна Німеччина)
- 302-й мотострілецький полк (Різа, Східна Німеччина)
- 96-й артилерійський полк (Борна, Східна Німеччина)
- 216-й зенітний ракетний полк (Цайтгайн, Східна Німеччина)
- 13-й окремий розвідувальний батальйон (Цайтгайн, Східна Німеччина)
- 109-й окремий інженерно-саперний батальйон (Ошац, Східна Німеччина)
- 696-й окремий батальйон зв'язку (Різа, Східна Німеччина)
- 68-й окремий ремонтно-відновлювальний батальйон (Цайтгайн, Східна Німеччина)
- 112-й окремий батальйон хімічного захисту (Різа, Східна Німеччина)
- 200-й окремий медичний батальйон (Різа, Східна Німеччина)
- 1071-й окремий батальйон матеріального забезпечення (Ошац, Східна Німеччина)

## Розташування
- Штаб (Різа): 51 18 00N, 13 18 19E
- Різькі казарки (Визначення США: Різа 201): 51 17 53N, 13 18 29E
- Цайтгайнські казарми (Визначення: Цайтгайн AB 201): 51 23 33N, 13 19 55E
- Ютербоґзькі казарми: 52 00 15N, 13 03 08E
- Глаухауські казарми: 50 48 36N, 12 33 09E
- Борнаські казарми: 51 97 04N, 12 29 20E
- Ошацькі казарми: 51 17 37N, 13 07 43E
- Смоленські казарми: 54 48 09N, 31 53 52E

## Оснащення
Оснащення 5.74:
- 325 Т-62

Оснащення на 19.11.90 (за умовами УЗЗСЄ):
- 1-й гвардійський танковий полк: 89 Т-80, 33 БМП-2, 23 БМП-1, 4 БРМ-1К, 18 2С1 «Гвоздика», 6 БМП-1КШ, 2 ПРП-3/4, 3 РХМ, 1 БРЕМ-2, 2 ПУ-12, 3 МТ-55А
- 70-й гвардійський танковий полк: 90 Т-80, 32 БМП-2, 24 БМП-1, 4 БРМ-1К, 18 2С1 «Гвоздика», 6 БМП-1КШ, 2 ПРП-3/4, 3 РХМ, 1 БРЕМ-2, 2 ПУ-12, 1 Р-145БМ, 2 МТ-55А
- 302-й мотострілецький полк: 30 Т-80, 95 БМП-2, 45 БМП-1, 7 БРМ-1К, 10 БТР-70, 14 БТР-60, 18 2С1 «Гвоздика», 18 2С12 «Сані», 9 БМП-1КШ, 3 ПРП-3/4, 3 РХМ, 2 БРЕМ-2, 2 ПУ-12, 6 МТ-ЛБТ
- 1321-й мотострілецький полк: 29 Т-80, 94 БМП-2, 51 БМП-1, 7 БРМ-1К, 18 2С1 «Гвоздика», 18 2С12 «Сані», 9 БМП-1КШ, 3 ПРП-3/4, 3 РХМ, 2 БРЕМ-2, 3 ПУ-12, 6 МТ-ЛБТ
- 96-й самохідний артилерійський полк: 54 2С3 «Акація», 18 БМ-21 «Град», 5 ПРП-3/4, 3 1В18, 1 1В19, 2 Р-145БМ, 1 Р-156БТР
- 216-й зенітний ракетний полк: 1 Р-145БМ, 1 Р-156БТР
- 13-й окремий розвідувальний батальйон: 17 БМП-2, 7 БРМ-1К, 1 БМП-1КШ, 2 Р-145БМ, 1 Р-156БТР
- 696-й окремий батальйон зв'язку: 10 Р-145БМ, 1 Р-156БТР та 2 Р-2АМ
- 109-й окремий інженерно-саперний батальйон: 2 ІМР, 2 МТ-55А